# 巴哈伊律法
《巴哈伊律法》是巴哈伊信仰的行为规范，是巴哈伊信徒各项实践活动的指引。巴哈伊律法以巴哈伊信仰的创立者--巴哈欧拉的著作为主要基础。同时，阿博都巴哈和守基·阿芬第对巴哈欧拉著作的解释及世界正义院的文献也是巴哈伊律法的组成部分。巴哈伊律法同时包括一般原则和涉及具体行为的指引。对巴哈伊信徒而言，部分巴哈伊律法被要求在适当的情形下遵守，部分律法被要求无条件遵守。巴哈伊十分强调律法的遵守应该是建立在对律法的充分的理解基础上的基于自身理性的有意识的行为，遵守律法的根本动机应是出自对巴哈欧拉的爱。巴哈伊律法被视为世界安全与秩序的稳定剂。

## 历史
巴哈伊信仰发源于19世纪中叶由巴孛在波斯创立的巴比教，巴比教徒在初期恪守伊斯兰律法，但在巴孛创作了《巴扬经》后，其取代伊斯兰律法成为了巴比教徒应遵守的行为规范。
但是，巴扬经中的律法并未被巴比教徒广泛遵守，相反反律法論的思想却影响广泛。巴比教徒甚至简单的以不遵守伊斯兰律法来凸显自己的巴比教徒身份。
巴哈欧拉作为巴比社团的早期领袖之一，对的这一反律法論的倾向表示谴责。在信徒的期望下，巴哈欧拉在巴勒斯坦的阿卡创作了律法书--《亚格达斯经》。

## 律法的来源
巴哈伊律法的最根本的来源是《亚格达斯经》，除此之外巴哈欧拉本人对其的补充、巴哈欧拉去世后，他的继任者阿博都巴哈和守基·阿芬第对巴哈欧拉著作的解释、以及巴哈伊信仰最高行政机构世界正义院所制定的规则都是巴哈伊律法的组成部分。巴哈欧拉、阿博都巴哈和守基·阿芬第的著作中明定的律法被认为是基础性的且不容更改的，只是某一律法是否立即施行有时依世界正义院的相关决定。世界正义院的文献中的律法则被视作副属性的律法，世界正义院可因环境的变化对其进行更改或废止。巴孛所制定的律法则不再适用，除非巴哈欧拉重新赋予其效力。
巴哈欧拉认为《亚格达斯经》中的律法是世界安全与秩序的稳定剂，巴哈伊信徒应满怀喜悦与热情的遵守它，律法的恪守者将因此获得真知。

## 特点

### 施行的渐进性
巴哈欧拉认为遵守他的律法应有智慧和技巧，而不应导致不便和纷争。巴哈欧拉规定他的律法的施行应是渐进的而非一蹴而就的。如有关婚约时限的某些律法只适用于中东地区的巴哈伊-当然巴哈伊信徒可以自行选择遵守该律法；如禁止饮用酒精性饮料的规定在某些有相反风俗的国家可以延期施行，新成为巴哈伊的也可以暂缓适用该律法。守基·阿芬第认为有关犯罪的等一些律法将只在未来巴哈伊信仰被广泛接受的社会中施行；此外如某项律法和当地世俗法律有冲突，此项律法也不应施行。总之，一些律法和教义的目前并不立即施行，其未来的施行时间将由世界正义院做出决定。

### 责任的个人性
巴哈伊律法并非一系列的禁忌和宗教仪式。在巴哈伊著作中，律法被形容为“优选之佳酿”，是通往幸福与快乐之路。
巴哈伊律法包括一般性原则和涉及具体行为的指引，巴哈伊信徒被要求在日常生活中、在适当的情形下遵守律法。巴哈伊律法和教义并不涉及生活中的很多方面，巴哈欧拉之后的信仰核心人物也不愿意就生活中的具体内容做出规定，如怎样着装就被认为属于个人事务而非巴哈伊律法应涉及的内容。在这点上巴哈伊律法和伊斯兰律法有很大的不同
巴哈伊十分强调律法的遵守应该是建立在对律法的充分的理解基础上的基于自身理性的有意识的行为。巴哈伊律法不应对非巴哈伊施行，一个人是否是巴哈伊也不取决于其对律法的遵守程度，巴哈伊信徒被允许依个人情况渐进的施行巴哈伊律法。依巴哈伊教义，律法的遵守不应出于对处罚的恐惧，而应源自对巴哈欧拉的爱与对上帝的敬畏。巴哈伊著作中强调个人直接面向上帝并对其负责。如祈祷和斋戒等涉及个人行为的巴哈伊律法，行政机构不应强制。但是当违背律法的行为导致巴哈伊社群的声誉受损时，巴哈伊行政机构则可以采取措施。

## 具体内容
《亚格达斯经》涉及信徒的宗教生活和民事事务：如义务祈祷的规定、十九日灵宴会的时间、继承的规则、禁止教士的职业化、禁止蓄奴、禁止赌博，再如反对禁欲、反对懒惰和反对背后诽谤。巴哈欧拉还针对杀人和纵火等一些违背律法的行为规定了惩罚措施。除了禁止性规定，巴哈欧拉在《亚格达斯经》还要求了信徒从事适当职业，强调儿童教育的重要性以及应该严格忠于政府。此外，巴哈欧拉也提出了一些一般性原则，如友善的对待其他宗教的信徒，警惕过份狂热与自满，他还鼓励信徒保持清洁和坚守诚实。

### 祈祷
祈祷在巴哈伊律法中有着极其重要的地位，巴哈伊信徒的每日祷告义务即为其体现。在巴哈伊信仰中，祈祷被分为义务祈祷和一般祈祷两种类型。祈祷的目的在于缩短与上帝及巴哈欧拉间的距离，进而获得“神圣辅助”。
巴哈伊信徒被要求每日诵读必诵祷文。巴哈欧拉对必诵祷文的内容及诵读的形式做了具体的规定，包括祈祷须独自进行、祈祷前须洁净身体、祈祷时须面对巴哈伊朝向（“Qiblih”）等。该项义务在信徒患病及处于危急情况时被免除，处于经期的女性信徒也被免除此项义务。
除了义务祈祷外，巴哈伊律法要求信徒每日学习和思考圣作。和义务祈祷不同的是，该项义务没有固定的形式，但是须以高度敬重的态度对待。

### 斋戒
巴哈伊律法规定了每年十九天的斋戒义务，在此期间内巴哈伊信徒在日出与日落间禁止进食及饮水。斋戒与义务祈祷一样，在巴哈伊律法中有着极其重要的地位。该行为主要目的在于振作灵魂并在灵性上缩短与上帝间的距离。
根据巴哈伊律法，巴哈伊信徒需在每年巴哈伊历的最后一个月崇月，阿亚密哈之后，即公历的3月2日-3月20日，守斋一月（巴哈伊历一月为19天）。所有年满15周岁，小于70周岁且身体健康的巴哈伊信徒均须履行该义务。处于旅行期间的信徒、病患、孕妇、经期妇女、重体力劳动者的义务被免除。斋戒与其他一些巴哈伊律法一样具有个人性，并不被巴哈伊行政机构强制执行。

### 诽议和挑拨离间
根据巴哈伊律法，诽议和挑拨离间被严格禁止。在巴哈伊看来诽议和挑拨离间严重损害个人灵性并伤害人与人之间的关系。在他人不在场时谈论他人的不是，被看作是人类身上最丑陋的品性之一。此种行为会对巴哈伊社群及涉及的人都会有极其负面的影响。

### 饮酒、吸毒、抽烟
除了治疗需要外，巴哈伊信徒禁止饮酒与吸食毒品。因为上帝给予人类以理性，但醉酒会使人丧失理性且迷乱心智；非因治疗使用鸦片或其他致幻类物质，则更加被巴哈伊律法所不允许。巴哈伊信徒应尽量避免从事酒类的制造与销售工作，与毒品有关的工作则属绝对禁止范围。抽烟虽非巴哈伊律法所禁止，但并不鼓励。

### 胡辜库拉及巴哈伊基金
胡辜库拉，意为“上帝的权利”，该律法要求巴哈伊信徒捐献其超额净收益的19%（超额净收益在律法中的含义为偿还所有债务并支付基本生活开支后的剩余收益）。胡辜库拉按年计算，捐献义务仅在当年的超额净收益较上年增加时存在，如果较上年收益不变或降低，胡辜库拉数为零。
胡辜库拉为灵性义务，履行该义务有助于缩短与上帝间的距离，胡辜库拉亦为个人事务，不应被要求或强制，并且捐献情况应被严格保密。胡辜库拉捐赠所聚集的资金仅为世界正义院促进宗教发展、维持现有资产及慈善所用。
巴哈伊社群另管理巴哈伊基金，巴哈伊信徒也可向其捐献。与胡辜库拉义务一样，是否捐献及捐赠人都将被严格保密，当然捐献人自己可以公开。基金的捐献永远都是自愿的。基金只接受巴哈伊信徒的捐献。

### 其他律法
《亚格达斯经》中规定的其他律法还有：
- 朝圣义务。巴哈伊信徒应在以下两处地点之一朝圣，一是位于巴格达的巴哈欧拉的故居（已毁），二是位于设拉子的巴孛故居。[19]
- 十九日灵宴会。巴哈伊信徒应于巴哈伊历法的每月首日举行聚会、聚会包括祈祷、行政和社交三部分。[20]
- 巴哈伊信徒去世后，禁止安葬在远于去世地市一小时路程以上的地方。[21]遗体须以丝质或棉质材料包裹，置于抛光石或水晶或硬木制作的棺材中。埋葬前须诵读指定祷文。[22]
- 从事某种职业。巴哈伊视其为崇拜的一种形式。[6]
- 服从政府。世俗律法优于巴哈伊的宗教律法。[6]
- 对儿童的教育义务。[6][23]
- 每日默诵至大圣名九十五次。[9]
- 狩猎之前，应呼唤上帝的圣名。不可食用在发现前已死于陷阱中的猎物。[24]
- 如发现无主埋藏物, 埋藏物的三分之一归属发现者，三分之二归属世界正义院。该律法将施行于未来社会，有关该问题现由各国的民事法律规定。[25]
- 如发现遗失物，须尽力寻找失主，如果等待一年后仍无法找到失主，遗失物将归于发现者。如果该遗失物的价值显著的低，发现者须等待一天。如果发现处为无人居住地，发现者须等待三天。该律法将施行于未来社会，有关该问题现由各国的民事法律规定。[25]

### 巴哈伊律法中的禁忌
《亚格达斯经》中的其他禁止性规定包括：
- 解释巴哈伊圣作（巴哈伊圣作的合法解释者仅限于阿博都巴哈与守基·阿芬第）
- 蓄奴[6]
- 禁欲[6]
- 修道主义[6]
- 乞讨[6]
- 成为神职人员[4]
- 在讲道坛前布道[6]
- 作为归顺象征的吻手礼[6]
- 忏悔[26]
- 赌博[27]
- 同性性行为[28]
- 虐待动物[6]
- 懒惰[6]
- 诽谤[6]
- 在非必须情况下携带武器[29]
- 突袭
- 剃光头，男性信徒的蓄发（长过耳垂）
- 通奸与婚前性行为[6]
- 纵火
- 杀人
- 偷窃

### 引用
1. 1 2 3  Smith 2008，第158頁
2. 1 2 3 4 5 6 7 8  Smith 2008，第159頁
3. 1 2 3 4 5 6 7 8 9 10 11 12  Smith, Peter. . . Oxford: Oneworld Publications: 223–225. 2000. ISBN 1-85168-184-1.
4. 1 2 3  Smith 2008，第160頁
5. ↑  Bahá'u'lláh 1873，第6頁
6. 1 2 3 4 5 6 7 8 9 10 11 12 13 14 15  Bausani, A. . . 1989.
7. ↑  Hatcher & Martin 1998，第156–157頁
8. ↑  Walbridge, John. .   [2009-11-15]. （原始内容存档于2011-10-20）.
9. 1 2 3  Smith, Peter. . . Oxford: Oneworld Publications: 274–275. 2000. ISBN 1-85168-184-1.
10. 1 2  Smith 2008，第161–162頁
11. ↑  Smith, Peter. . . Oxford: Oneworld Publications: 157. 2000. ISBN 1-85168-184-1.
12. ↑  巴哈欧拉. . 中国澳门: 新纪元国际出版社. ISBN 9789993720539.
13. 1 2  Smith 2008，第162頁
14. 1 2  Smith, Peter. . . Oxford: Oneworld Publications: 64. 2000. ISBN 1-85168-184-1.
15. 1 2 3 4  Smith 2008，第168頁
16. ↑  Research Department of the Universal House of Justice 2007
17. 1 2  Smith 2008，第163–164頁
18. ↑  Smith 2008，第186頁
19. ↑  Smith, Peter. . . Oxford: Oneworld Publications: 269. 2000. ISBN 1-85168-184-1.
20. ↑  Smith, Peter. . . Oxford: Oneworld Publications: 158. 2000. ISBN 1-85168-184-1.
21. ↑  Hornby 1983，第196頁
22. ↑  Hornby 1983，第195頁
23. ↑  Smith 2008，第145頁
24. ↑  Smith, Peter. . . Oxford: Oneworld Publications: 39. 2000. ISBN 1-85168-184-1.
25. 1 2  Universal House of Justice 2001
26. ↑  Hornby 1983，第179頁
27. ↑  Hornby 1983，第357頁
28. ↑  Smith, Peter. . . Oxford: Oneworld Publications: 184–185. 2000. ISBN 1-85168-184-1.
29. ↑  Universal House of Justice 1992，第240頁